# エフエムラジオ立川
エフエムラジオ立川株式会社（エフエムラジオたちかわ）は、東京都立川市および昭島市の一部地域を放送区域として超短波放送（FM放送）を行う特定地上基幹放送事業者である。エフエムたちかわの愛称でコミュニティFM放送を行っている。
立川市、国分寺市、昭島市、武蔵村山市、国立市、東大和市と防災協定を締結している。
自社制作番組以外は、ミュージックバードの番組を放送。

## 沿革
- 2007年（平成19年）
  - 1月9日 - 予備免許交付。
  - 2月2日 - 試験放送を開始。
  - 4月16日 - 免許交付。
  - 4月22日 - 開局。同局の周波数にちなみ、午前8時44分に本放送を開始。
  - 4月26日 - アレアレア2からのサテライト放送の公開生放送を休止。
  - 7月2日 - アレアレア2からのサテライト放送を再開。番組はリニューアル。
- 2011年（平成23年）10月31日 - アレアレア2オープンスタジオがリニューアルオープン。
- 2020年（令和2年）6月 - GREEN SPRINGSにサテライトスタジオをオープン。

## 主な番組

### 生放送
- 鵜飼社長のBrand New Day - FM立川の第1スタジオから生放送
  - 放送日時：月曜日 - 木曜日 10:00 - 11:55
  - パーソナリティ：鵜飼一嘉
- ヨコオケイタハートフライデー - FM立川の第1スタジオから生放送
  - 放送日時：金曜日 10:00 - 11:55
  - パーソナリティ：ヨコオケイタ
- プレッセ〜立川☆多摩地域情報局
  - 放送日時：月曜日 - 金曜日 12:00 - 14:00
- パークサイド・スクエア
  - 放送日時：月曜日 - 火曜日・木曜日 - 金曜日 17:00 - 19:00、水曜日 17:00 - 18:45
- Afternoon Breeze
  - 放送日時：木曜日 15:00 - 15:30
  - パーソナリティ：鵜飼一嘉、藤田みさ
- フライト・オン・サタデー
  - 放送日時：土曜日 13:00 - 15:00
  - パーソナリティ―：図師英嗣
  - ウイング・テラス放送日時：日曜日 13:00 - 15:00
  - パーソナリティ：藤田みさ
- I.S.M.（イズム）
  - 放送日時：日曜日 16:00 - 18:00
  - パーソナリティ：藤巻賢一郎／美喜／他

### 収録
- 塀の中の白い花 / 民主主義を取り戻せ![2]
  - 放送日時：月曜日 23:30 - 0:00
  - パーソナリティ：加藤直司
- 昭和ヒット歌謡
  - 放送日時：火曜日 21:30 - 22:00
- 2R again（ツーラウンドアゲイン）[3]
  - 放送日時：火曜日 22:00 - 22:30、［再］土曜日 7:00 - 7:30
  - パーソナリティ：コンスタンタン＆カイエ
- ミュージック★トレジャー
  - 放送日時：火曜日 22:30 - 23:00、［再］水曜日 19:00 - 19:30
  - パーソナリティ：山口瑠美
- アイドル第四会議室[4]
  - 放送日時：火曜日 23:00 - 0:00、［再］金曜日　19:00 - 20:00
  - パーソナリティ：山田秀樹／中村ソゼ（元めろん畑a go go）
- ALVARK STUDIO[5]
  - 放送日時：水曜日 18:50 - 19:00、［再］土曜日 15:50 - 16:00
  - パーソナリティ：立川志獅丸
- たけ平の”楽”語の時間
  - 放送日時：水曜日 21:00 - 22:00
  - パーソナリティ：林家たけ平
- ニューハートフルSONG
  - 放送日時：水曜日 22:00 - 22:30、［再］月曜日 19:00 - 19:30
  - パーソナリティ：三条ひろみ
- Asamiのドリームエキスプレス
  - 放送日時：水曜日 22:30 - 23:00、［再］月曜日 19:30 - 20:00
  - パーソナリティ：Asami
- Sound Cruise Journey
  - 放送日時：木曜日 20:00 - 20:30、［再］火曜日 19:30 - 20:00
- 東さんの旦那さんの選んだSONGS
  - 放送日時：木曜日 21:00 - 22:00、［再］火曜日 19:30 - 20:00
- ACTION Playlist by TND
  - 放送日時：金曜日 21:00 - 22:00
- Coming up!
  - 放送日時：金曜日 22:00 - 22:30
  - パーソナリティ：Come Buri
- Night Owlの"シン"夜更かしフクロウ[6]
  - 放送日時：金曜日 22:30 - 23:00
  - パーソナリティ：Night Owl(吉田健太 / 川瀬ゆう子)
- 木根尚登の～立川の空から～[7]
  - 放送日時：金曜日 23:00 - 23:30
  - パーソナリティ：木根尚登／小原優[8]
- ジャズストリート842
  - 放送日時：土曜日 0:00 - 1:00
  - パーソナリティ：駿河廣／村田千紘
- 週間!よしだたくろう
  - 放送日時：日曜日 8:00 - 8:15
  - パーソナリティ：のりまき
- ママ夢ラジオ立川[9]（母親らが作るラジオ番組[10]
  - 放送日時：日曜日 8:15 - 8:30
- Hawaiian-Wind from Tachikawa
  - 放送日時：土曜日 20:00 - 21:00
  - パーソナリティ：Jhina＆Hama
- Viva La Música（ビバ・ラ・ムシカ）- 開局時から唯一続く音楽情報番組
  - 放送日時：土曜日 21:00 - 21:30、［再］日曜日 8:30 - 9:00
  - パーソナリティ：伊藤寛康
- ナキムシラヂオ～たちかわ放送局～
  - 放送日時：土曜日 21:30 - 22:00
  - パーソナリティ：路地裏ナキムシ楽団
- 瑠美とパンチのほろ酔い酒場
  - 放送日時：日曜日 20:00 - 20:30、［再］木曜日 23:30 - 23:00
  - パーソナリティ：山口瑠美、パンチ佐藤
- このキ　なんのキ　らじおのタカキ[11]
  - 放送日時：日曜日 20:30 - 21:00
- 良い家、良い音楽（松本設計プレゼンツ）[12]
  - 放送日時：日曜日 21:30 - 22:00、［再］火曜日 19:00 - 19:30
  - パーソナリティ：松本照夫（松本設計ホールディング代表取締役）・アシスタント：中村由紀
- Green Cafe[13]
  - 放送日時：日曜日 22:00 - 23:00、［再］木曜日 19:00 - 20:00
  - パーソナリティ：中村幸代

## 終了した番組
- You空TouchMe>>TR-844
  - 放送日時：月曜日 - 金曜日 17:00 - 18:00
  - 出演者：和治、コトウユウキ、落合祐里香、アコジィほか
  - アレアレア2からの公開生バラエティ、特に火曜の落合の担当日には数百人のファンが見学に訪れ、話題となっていた。
- 木根尚登 MY HOME TOWN
- THE LUCY SHOW
  - 放送日時：金曜日 20:00 - 22:00（後に21:00 - 22:00に変更）
  - 出演者：Lucy Kent
- 歳岡孝士のラジオドラマ土曜の劇場
  - 放送日時：土曜日 21:30 - 22:00
  - トークには井上あずみ、ラジオドラマには永澤菜緒、伊藤栄次、小林尚臣などが出演していた。
- ラグビースタジオNo.8
  - 放送日時：土曜日 18:00 - 19:00
  - ジャパンラグビートップリーグチームの多い多摩地区におけるラグビー情報番組。